# 영유아보육법
영유아보육법(嬰幼兒保育法)은 대한민국의 법률이다. 1991년 1월 14일 법률 제4328호에 의해 제정되었으며, 같은 날부터 시행에 들어갔다. 영유아의 심신을 보호하고 건전하게 교육하여 건강한 사회 구성원으로 육성함과 아울러 보호자의 경제적·사회적 활동이 원활하게 이루어지도록 함으로써 가정복지 증진에 이바지함을 목적으로 한다. (법 제1조)

## 현행
영유아보육법은 제정 이래 22차례의 개정을 거쳤다.
2015년 4월 30일 국회 본회의에서 영유아보육법 개정안이 통과됐다. 주요 내용으로는 "어린이집 CCTV 설치 의무화" "아동학대 행위자에 대한 어린이집 설치·운영 및 근무 제한 강화" "보육교사의 처우 개선" "원장, 보육교사의 자격관리 및 교육 강화" 등이 있다.

## 같이 보기
- 영아
- 유아
- 육아
- 보육
- 유치원
- 교육기본법
- 유아교육법
- 초·중등교육법
- 고등교육법
- 평생교육법